# Топонимия Боснии и Герцеговины

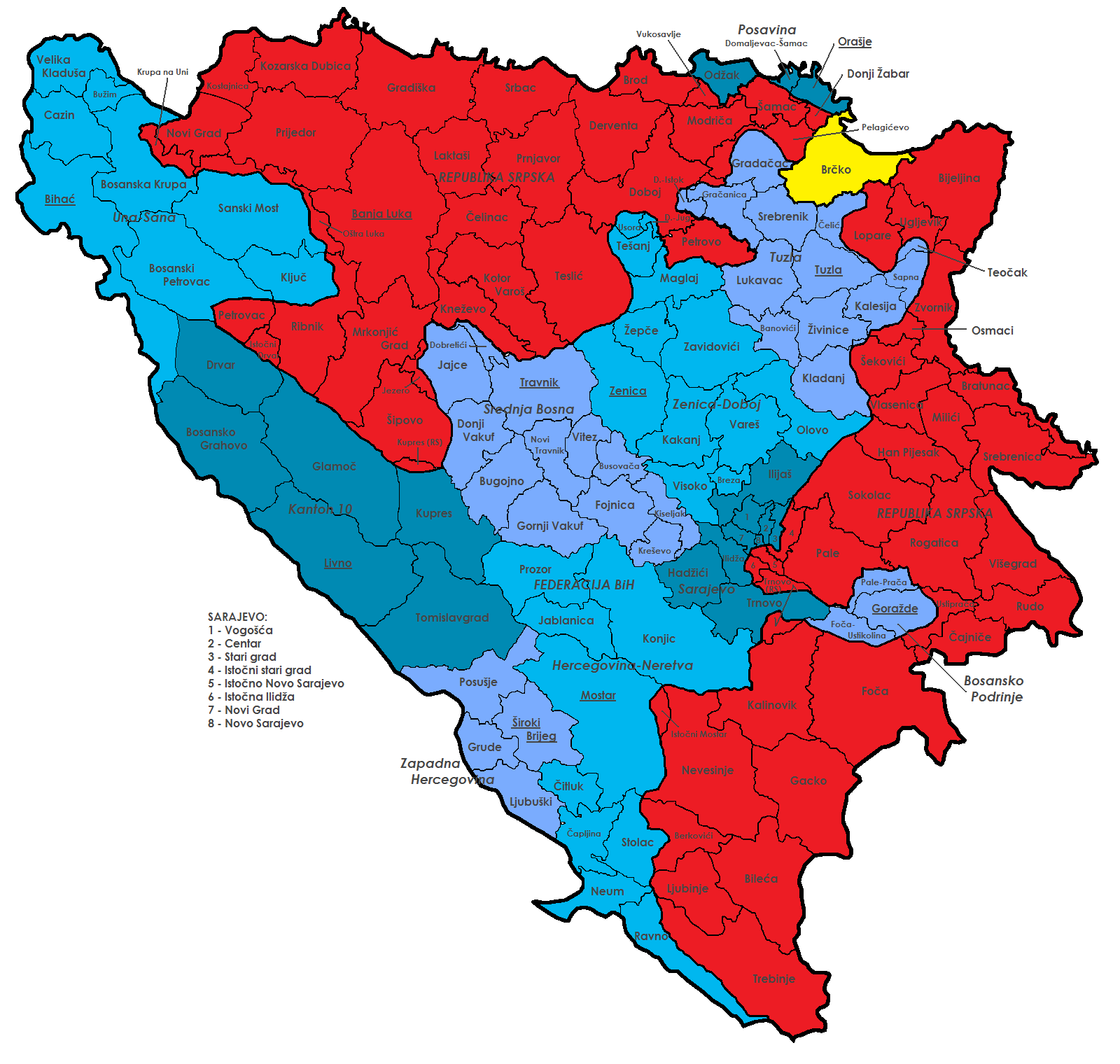
Административное деление Боснии и Герцеговины

Топонимия Боснии и Герцеговины — совокупность географических названий, включающая наименования природных и культурных объектов на территории Боснии и Герцеговины. Структура и состав топонимии страны обусловлены её географическим положением, этническим составом населения и богатой историей.

## Название страны
Название страны состоит из слов, обозначающих исторические области: Босния и Герцеговина. Государство Босния в виде «Босона» (греч. Βοσωνα) впервые упоминается в сочинении «Об управлении империей», написанном Константином Багрянородным около 950 года. Топоним «Босния» имеет, предположительно, дославянское происхождение; происходит от гидронима реки Босны, на берегах которой зародилось Боснийское государство.
Название Герцеговины, в свою очередь, происходит от венгерского herceg — «воевода». Исторически оно связано с боснийским феодалом Степаном Вукчичем, который в 1448 году принял звание воеводы или герцога святого Саввы, отчего впоследствии его владения, составлявшие средневековую область Хум, получили название Герцеговины. Во времена турецкого владычества (1463—1878) название закрепилось за образованным на хумских землях Герцеговинским санджаком (тур. Hersek Sancağı). Герцеговина была выделена в самостоятельную административную единицу турками в 1833 году в связи с волнениями в Боснии. В 1878 году Босния и Герцеговина в соответствии с Берлинским трактатом была оккупирована Австро-Венгрией и в 1908 году вошла в состав империи в качестве отдельной самоуправляющейся территории под верховным управлении Австрии и Венгрии. В 1910 году была принята конституция Боснии и Герцеговины. После распада Австро-Венгрии в 1918 году государство объединилось с Сербским королевством и Черногорией в Королевство сербов, хорватов и словенцев. В 1929 году боснийско-герцеговинские округа в государстве под новым названием Королевство Югославия вошли в Врбаскую, Дринскую, Зетскую и Приморскую бановины. После нападения Германии на Югославию 10 апреля 1941 года усташи провозгласили «Независимое Хорватское государство», в которое вошли земли Боснии и Герцеговины. После окончания Второй мировой войны в 1945 году Народная республика Босния и Герцеговина вошла в Федеративную Народную Республику Югославия, с 1963 года — Социалистическая Республика Босния и Герцеговина в составе Социалистической Федеративной Республики Югославия.
После распада Югославии, в 1992—1997 годах официальное название государства было «Республика Босния и Герцеговина». После Дейтонских соглашений 1995 года и принятия новой конституции официальное название было изменено на «Босния и Герцеговина», аббревиатура БиГ (босн. , серб. и хорв. Bosna i Hercegovina, BiH / Босна и Херцеговина, БиХ).

## Формирование и состав топонимии
По оценкам топонимистов, Балканский полуостров, где расположена Босния и Герцеговина, ввиду сложнейшей этнической истории и языковой картины в топонимическом отношении представляет собой один из самых сложных для анализа районов Европы. Древнейшие субстратные топонимы (доиндоевропейские и древнейшие индоевропейские) не поддаются расшифровке. К середине I тысячелетия н. э. в западной части полуострова проживали иллирийцы, в восточной — фракийцы, южную часть занимали носители греческого языка. Эти народы оставили значительный след в гидронимии и оронимии Балкан. Древний иллирийский топонимический пласт распространён на территории бывшей Югославии, включая Боснию и Герцеговину.
Бо́льшая часть территории страны занята горами, что обуславливает наличие в её топономиконе обширного пласта оронимии. Почти вся Босния и Герцеговина лежит в пределах Динарского нагорья, названого по массиву Динара (Dinara Planina); ороним имеет иллирийское происхождение, но его смысл неясен. Название самой высокой вершины страны — горы Маглич (серб. Маглић) означает на сербском «туман» (то есть «туманная гора»).
В гидронимии также широко представлен иллирийский пласт. Так, иллирийскими являются гидронимы Драва, Морава, Сава, Вардар, Босна, Адриатическое море (по древнему городу Адрия) и др., имеющие значения «вода», «река», «течь, нестись потоком». Крупнейшие озёра — Билечко и Бушко.
В ойконимии также находит отражение сложнейшая этническая и политическая история страны. Так, столица — город Сараево, был известен с XIII века под славянским названием Врхбосна (буквально — «гора над Босной»), от гидронима Босна, по которому получила наименование и вся историческая область Босния. Во
времена оккупации Боснии Оттоманской империей (с XV века) город назывался Босна-Сарай (от тюркского «сарай» — «дворец»), то есть «дворец на Босне» или
просто Сарай. После освобождения от турецкого ига в 1878 году название было переработано в славянское Сараево («дворцовое»). Из-за былого этнорелигиозного многообразия город называли также Европейским или Балканским Иерусалимом. Название города Баня-Лука интерпретируется как « банский луг» от слов «бан» (средневековый дворянский титул) и «лука» («долина» или «луг»). Ойконим Тузла происходит от близости к соляным рудникам: лат. Salinae, древнесербское — Solь, современное название образовано от тур. tuzlu — «солёный», tuz — «соль». Ойконим Зеница, по-видимому, возник благодаря расположению города в центре поля, что придаёт ему сходство со зрачком глаза. Название Мостара означает «старый мост» и связано со «Старым Мостом» через реку Неретва, построенным турками-османами в XVI веке и входящим в список всемирного наследия ЮНЕСКО. В отношении ойконима Приедор есть две версии происхождения. Согласно одной, «продор» на местном языке означает «проникновение» и связано с частыми наводнениями («проникновениями») от разливов реки Саны. Вторая версия восходит к легенде о состязании в беге между человеком и лошадью, в которой победил человек и сказал: «Prije Dore» (на местном языке — «победил лошадь»). Название города Брчко скорее всего, связано с этнонимом «бреучи» (др.-греч. Βρεῦκοι), подтрибе одного из иллирийских племён, которые мигрировали в окрестности современного города в III тысячелетии до н. э..

## Топонимическая политика
Босния и Герцеговина не имеет единого общенационального органа, в чью компетенцию входит выработка топонимической политики в стране, частично этими вопросами ведает Федеральное управление геодезии и имущественных прав (босн. Federalna uprava za geodetske i imovinstopravne poslove).